# Exideuil-sur-Vienne
Exideuil-sur-Vienne (tot 2018 Exideuil) is een gemeente in het Franse departement Charente (regio Nouvelle-Aquitaine). De plaats maakt deel uit van het arrondissement Confolens. Exideuil-sur-Vienne telde op 1 januari 2022 1.028 inwoners. In de gemeente ligt spoorwegstation Exideuil.

## Geografie
De oppervlakte van Exideuil bedroeg op 1 januari 2022 20,56 vierkante kilometer; de bevolkingsdichtheid was toen 50 inwoners per km².
De onderstaande kaart toont de ligging van Exideuil-sur-Vienne met de belangrijkste infrastructuur en aangrenzende gemeenten.

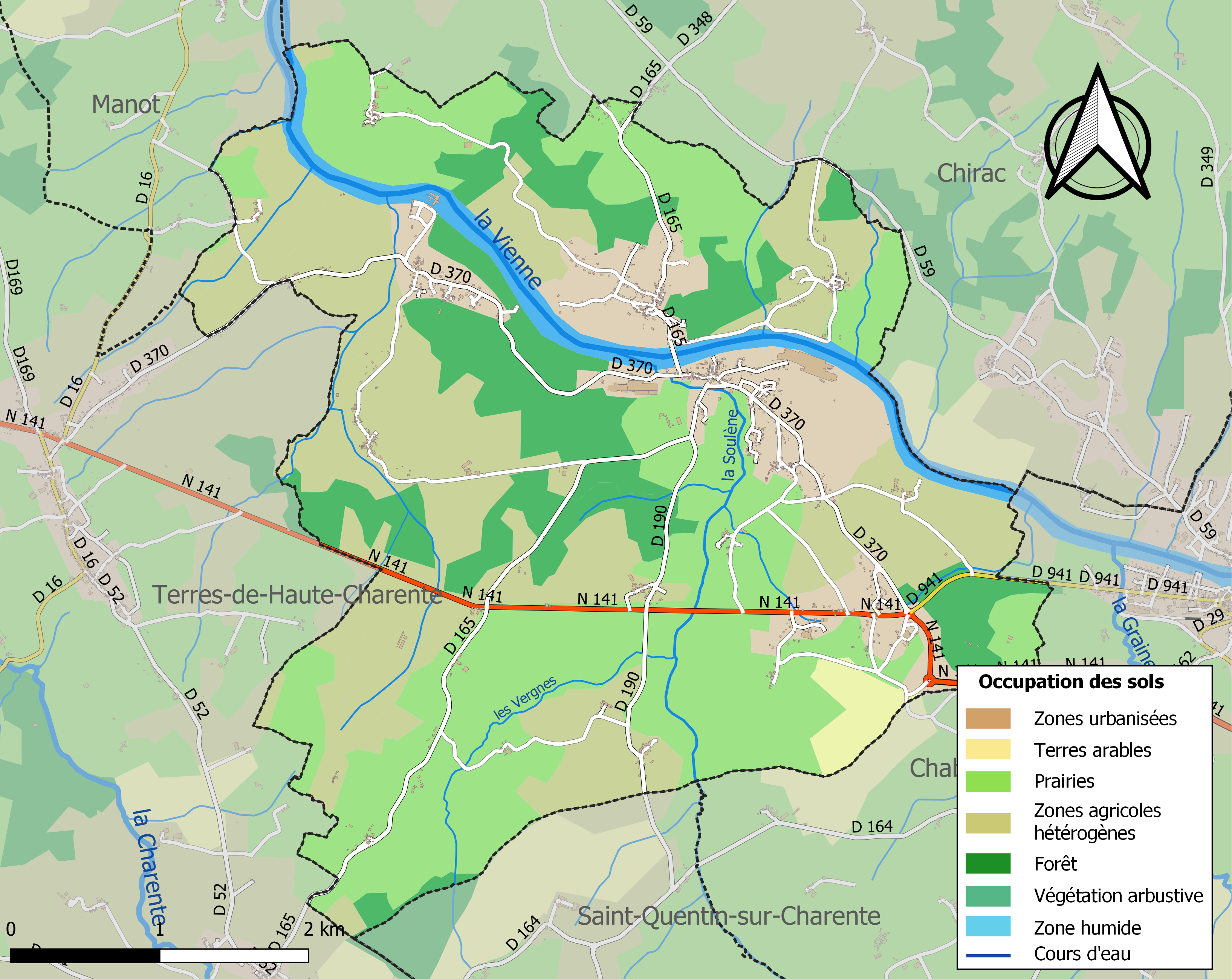

## Demografie
Onderstaande figuur toont het verloop van het inwonertal (bron: INSEE-tellingen).